# Stupido (Will)
Stupido è un singolo del cantante italiano Will, pubblicato il 9 febbraio 2023.
Il brano è stato presentato durante la seconda serata del Festival di Sanremo 2023.

## Video musicale
Il video, diretto da Paolo Mannarino, è stato reso disponibile in concomitanza del lancio del singolo attraverso il canale YouTube del cantante.

## Tracce
Testi e musiche di William Busetti, Simone Cremonini e Andrea Pugliese.
1. Stupido – 3:17

## Classifiche
| Classifica (2023) | Posizione massima |
| ----------------- | ----------------- |
| Italia            | 37                |